# Acraea zetes
Acraea zetes är en fjärilsart som beskrevs av Carl von Linné 1758. Acraea zetes ingår i släktet Acraea och familjen praktfjärilar. Inga underarter finns listade i Catalogue of Life.

## Bildgalleri

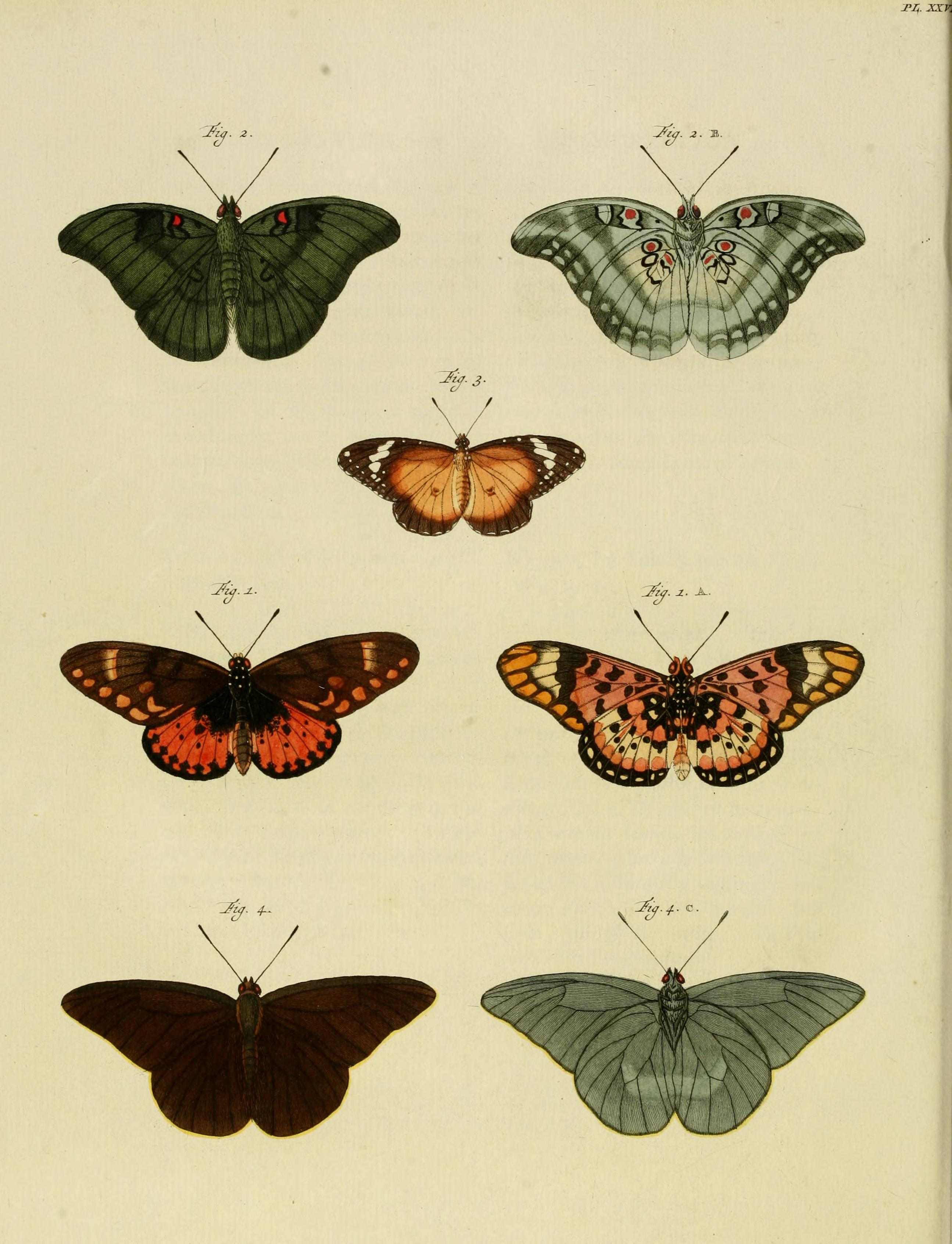